# Cheap Festival - Street Poster Art Festival
CHEAP - Street Poster Art Festival è un festival d'arte di strada, nato nel 2013 a Bologna, e organizzato da Cheap, un progetto indipendente che promuove l'arte di strada come strumento di rigenerazione urbana e indagine del territorio.
Il festival, che si tiene annualmente a maggio, prevede un Call for Artist internazionale e una Selezione di ospiti chiamati a lavorare su progetti site specific, modulati sul paesaggio urbano e periferico di Bologna. I lavori selezionati nella Call for Artist vengono stampati nel formato poster e installati con il paste up sulle bacheche del circuito CHEAP On Board, che comprende centinaia di tabelle affissive dismesse dall'amministrazione locale disseminate nel centro storico di Bologna.
Cheap è un soggetto nomade, parte dal basso, valorizza l’ibridazione dei linguaggi espressivi, sostiene i percorsi partecipati, agisce riappropriazioni collettive di spazi nei quali liberare energie creative.
Tra gli artisti italiani e internazionali che hanno partecipato alle varie edizioni: Lucamaleonte, Hyuro, Martina Merlini, Orticanoodles, L.E.T., Levalet, Madame Moustache, Nemo's, Vinz Feel Free, Bifido, Ufocinque + Werther, Paper Resistance, Andreco e tanti altri.